# Photovoltaik-Freiflächenanlage Karapınar
Die Photovoltaik-Freiflächenanlage Karapınar (türkisch Karapınar Güneş Enerjisi Santrali) ist ein Solarkraftwerk in der Provinz Konya, Zentralanatolien, Türkei.
Die Anlage wurde im Bereich für erneuerbare Energiequellen (YEKA) im Bezirk Karapınar in der Provinz Konya errichtet. Sie verfügt über eine installierte Leistung von 1.350 MWp und erstreckt sich über eine Fläche von 2000 Hektar. Außerdem umfasst sie etwa 3,5 Millionen Solarpaneele, die sich über eine Fläche von etwa 20 Millionen Quadratmetern erstrecken, was der Größe von 2600 Fußballfeldern entspricht.
Das Solarkraftwerk (genauer Solarpark) ist das größte in der Türkei und zählt zu den größten der Welt.
Das Projekt mit einer installierten Kapazität von 1.350 MWp erzeugt fast 3 Milliarden Kilowattstunden Strom pro Jahr und versorgt eine Stadt mit einer Bevölkerung von zwei Millionen Menschen mit Energie. Darüber hinaus trägt es erheblich zur Solarkapazität der Türkei bei und führt zu einem Wachstum von 15 %, während es gleichzeitig jährlich etwa 1,7 Millionen Tonnen Kohlendioxidemissionen verhindert.
Kalyon Energy entwickelte die Anlage im Rahmen der Renewable Energy Resource Zone (YEKA) des Landes, einer Regierungsinitiative zur Errichtung von erneuerbaren Energieanlagen in Gebieten mit hoher Konzentration mindestens einer erneuerbaren Energiequelle wie Wind- oder Solarenergie. YEKA-Projekte nutzen Investitionen von lokalen Investoren und/oder Konsortien zur Herstellung von Ausrüstung und zum Bau großflächiger Stromerzeugungsanlagen.
Das Projekt wurde von der China Electronics Technology Group, Hanwha Solutions und Kalyon Energy entwickelt. Derzeit wird es von der China Electronics Technology Group mit einem Anteil von 50 % gehalten.